# Каракушки тумул
Каракушки тумул (такође Каракуш тумулус) је погребни споменик  за краљицу Исију и принцезе Антиохију и Аку I од Kомагене, који је саградио Митридат II од Kомагене у периоду  30–20. године пре нове ере. Налази се у данашњем округу Кахта, вилајет Адијаман у  Турској.
Каракуш значи „црна птица“. Споменик је добио ово име јер се на врху једног од стубава налази орао.
Локалитет је 12 километара удаљен од града Кахта у југоисточном делу Турске.  Тумулус је окружен са три групе дорских стубова, који су  високи око 9 метара. Стубови се завршавају стелама, рељефима и статуама бика, лава и орла. Натпис на локалитету указује да се ради о краљевској гробници у којој су биле сахрањене три жене.
Нешто након што је римски цар Веспазијан 72. године анексирао Краљевство Kомагену, гробница је опљачкана.
Хајнрих Киперт, немачки географ и картограф  је већ 1842. године означио локалитет на својој мапи Мале Азије . А такође га  помиње Хелмут вон Молтке у својим писмима, за време свог боравка у Турској (1935-1940).
Главна ископавања на локалитету извршио је познати немачки епиграфичар и археолог Фридрих Карл Дорнер са Универзитета у Мунстеру.